# Вакизаши
Вакизаши је краћи самурајски мач. Заједно с катаном сачињава даишо.

## Изглед
Вакизаши је обично био дугачак између 30 и 60 cm (често 50 cm) и био тањи од катане па је стога могао лакше сећи. 

## Коришћење
Коришћен је за одбрану. Користио се када катана није била доступна или као помоћ при борби. Краћи вакизаши су се могли бацити на противника изван домета за катану. За разлику од осталих оружја, вакизаши се смео уносити у куће при посети. Самурај је увек имао вакизаши код себе, чак и док је спавао (под јастуком). У ранијим временима уместо вакизаши се носио танто. Користио се (уз танто) за ритуално самоубиство - сепуку.